# 할리퀸 FC

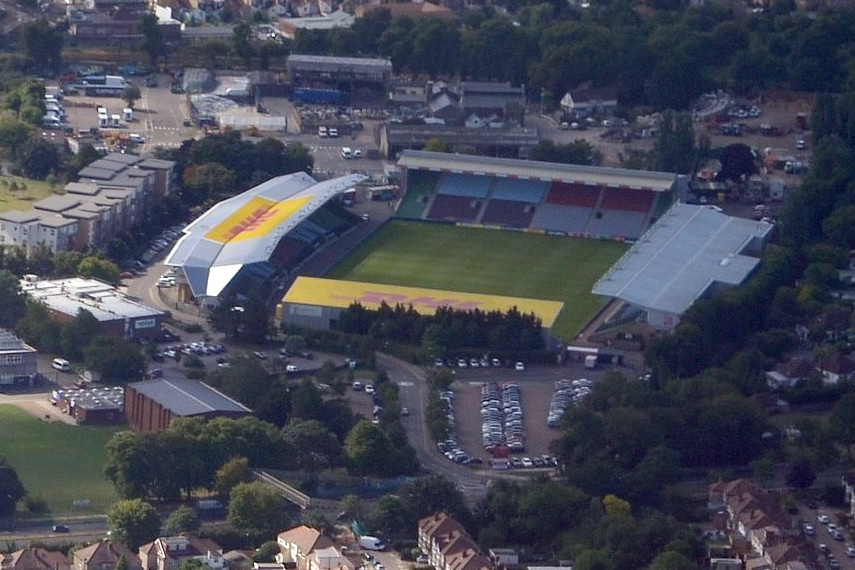

할리퀸스 풋볼 클럽(Harlequins Football Club,Harlequins)는 1866년 창단한 잉글랜드 런던의 프로 럭비 유니온 팀이다. 트위크넘 스툽을 홈구장으로 사용하고 있으며 현재 잉글리시 프리미어십에 참가하고 있다.